# Quận Houston, Georgia
Quận Houston là một quận trong tiểu bang Georgia, Hoa Kỳ. Quận lỵ đóng ở thành phố Perry 6 mặc dù thành phố Warner Robins lớn hơn về diện tích và dân số.. Theo điều tra dân số năm 2015 của Cục điều tra dân số Hoa Kỳ, quận có dân số 150.033 người 2. Năm 2016, ước tính dân số quận này là 152.122 người.